# Weißbach (Hohenlohe)
Weißbach ist eine Gemeinde im Kochertal im Hohenlohekreis im fränkisch geprägten Nordosten Baden-Württembergs. Sie gehört zur Region Heilbronn-Franken (bis 20. Mai 2003 Region Franken).

## Geographie

### Lage
Weißbach liegt im unteren Kochertal an der Mündung des Langenbachs in den Kocher zwischen 200 und 430 m ü. NN Höhe, 10 km westlich der Kreisstadt Künzelsau. Die Gemeinde besteht aus den ehemals selbständigen Ortschaften Weißbach mit dem Weiler Guthof und Crispenhofen mit dem Weiler Halberg.

### Gemeindegliederung
Zu Weißbach gehört die ehemalige Gemeinde Crispenhofen.
- Zur ehemaligen Gemeinde Crispenhofen gehören das Dorf Crispenhofen und der Weiler Halberg sowie die abgegangenen Ortschaften Breitental, Entberg, Wallenstein und Hettenbach.
- Zur Gemeinde Weißbach in den Grenzen vom 31. Dezember 1973 gehören das Dorf Weißbach, der Weiler Guthof und das Haus Schlössle.[2]

### Flächenaufteilung
Nach Daten des Statistischen Landesamtes, Stand 2014.

## Geschichte

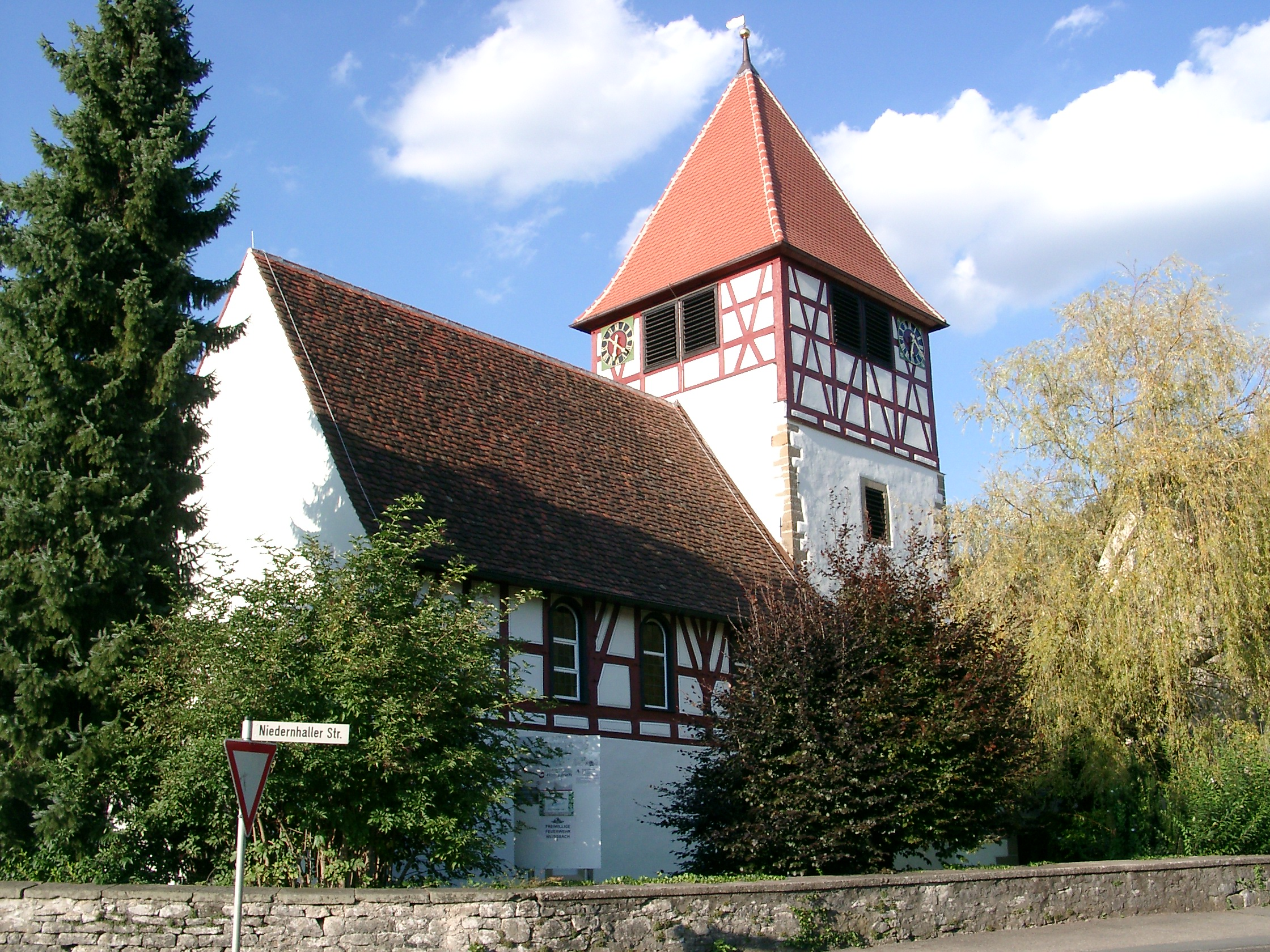
Die evangelische Kirche in Weißbach

### Bis zum Ende des 19. Jahrhunderts
Während der Zeit der Stammesherzogtümer lag das Gebiet im Herzogtum Franken. Weißbach wurde erstmals 1283 urkundlich erwähnt. Weißbach, alt Wysbach, benannt nach dem weißen schäumenden Bach, war ursprünglich Bestandteil der Herrschaft Forchtenberg-Wulfingen. Mit dieser gelangte der Ort im Spätmittelalter in den Herrschaftsbereich des Hauses Hohenlohe.
Im ausgehenden Mittelalter beginnt die Salzgewinnung. In der Nachbargemeinde Niedernhall wurde Sole gefördert, die dann durch hölzernen Röhren zu zwei Salinen nach Weißbach floss, wo durch Erhitzen das Salz gewonnen wurde. Im 18. Jahrhundert wurde die Salzgewinnung jedoch unrentabel, da der Salzgehalt der Sole abgenommen hatte. Aus einer der Salinen wurde dann eine Mühle. 
Seit 1553 gehörte Weißbach zum Territorium der Grafen und späteren Fürsten zu Hohenlohe-Neuenstein. Gemäß der Rheinbundakte büßten die hohenlohischen Lande ihre Unabhängigkeit ein und Weißbach gelangte 1806 an das Königreich Württemberg. 1811 wurde der Ort dem Oberamt Künzelsau unterstellt.
Nach dem Abbrennen der Mühle Ende des 19. Jahrhunderts wurde an der gleichen Stelle eine Textilfabrik gegründet. Diese wurde nach dem Eintreten von Konrad Hornschuch als Gesellschafter um 1920 zur Kunststofffabrik und war zeitweise sogar der größte Arbeitgeber im Hohenlohekreis. Die andere Saline ist gemeinhin als Schlössle bekannt und beherbergte nach Aufgabe der Saline lange Zeit einen landwirtschaftlichen Betrieb.

### 20. Jahrhundert
Mitte der 1920er Jahre erreichte dann auch die Eisenbahn (Kochertalbahn) Weißbach. Der Personenverkehr wurde jedoch 1980 durch Linienbusse ersetzt und der Güterverkehr 1990 stillgelegt. Inzwischen sind die Gleise demontiert und die Trasse wird vielerorts (wie zwischen Weißbach und Forchtenberg) als Radweg genutzt.
Bei der Kreisreform zur NS-Zeit in Württemberg gelangte Weißbach 1938 an den neuen Landkreis Künzelsau. 1945 bis 1952 gehörte Weißbach zum Land Württemberg-Baden, das 1945 in der Amerikanischen Besatzungszone gegründet worden war. 1952 gelangte die Gemeinde zum neuen Bundesland Baden-Württemberg. Seit der Kreisreform von 1973 ist Weißbach Teil des Hohenlohekreises.
Die evangelische Kirche Weißbachs ist seit 1929 denkmalgeschützt, da bei einer Restaurierung 1923 Fragmente mittelalterlicher Fresken entdeckt und freigelegt wurden. Die Bilder begannen in den 1930er Jahren von den feuchten Wänden abzubröckeln. 1937 musste bei einer erneuten Renovierung eine Wand komplett abgerissen werden, wodurch ein Teil der Gemälde nicht zu retten war. Bei einer weiteren Instandsetzung 1957 wurden nochmals Gemälde entdeckt, die erfolgreich restauriert wurden. Sämtliche Malereien sind vermutlich kurz vor 1400 entstanden und zeigten bzw. zeigen Szenen aus dem Passionsweg Jesu. Bis zur Begradigung des Kochers wurde die Kirche bei Hochwasser früher manchmal überschwemmt.

### Ortsneckname
Die Einwohner Weißbachs haben den Ortsnecknamen Krappenstecher. Dies geht auf die Legende zurück, dass die Weißbacher so arm waren, dass sie Krappen (Raben auf Hohenlohisch) erstochen hätten, um diese zu essen. Junge Raben sollen wie Tauben schmecken. In Gedenken an diese Legende heißt das alle zwei Jahre stattfindende Gassenfest in Weißbach Krappenstecherfest.

### Ortsteile

#### Crispenhofen
Crispenhofen hieß ursprünglich Criesbachhofen, so genannt, weil es ein Hof in der Nähe von Criesbach war oder, nach anderen Angaben, Hof eines Herren von Criegesbach. Crispenhofen wird erstmals 1344 urkundlich erwähnt. In früheren Jahrhunderten war dies auch der größere Ort der heutigen Gemeinde Weißbach. Seit der Industrialisierung hat sich dies jedoch rasch und nachhaltig gewandelt. Oberhalb Crispenhofens liegt der aus mehreren Häusern bestehende Weiler Halberg, der bis zur Eingemeindung zu Crispenhofen gehörte.

### Religionen
Die Mehrzahl der Einwohner ist evangelisch. Nach dem Zweiten Weltkrieg zogen auch Katholiken nach Weißbach. Inzwischen gibt es außer den beiden evangelischen Kirchen in Weißbach und Crispenhofen je eine katholische, eine neuapostolische in Weißbach und eine baptistische Gemeinde in Crispenhofen.

### Eingemeindungen
- 1. Januar 1974: Crispenhofen[5]

## Politik

### Gemeinderat
In Weißbach wird der Gemeinderat nach dem Verfahren der unechten Teilortswahl gewählt. Dabei kann sich die Zahl der Gemeinderäte durch Überhangmandate verändern. Der Gemeinderat in Weißbach hat nach der letzten Wahl 12 Mitglieder. Er besteht aus den gewählten ehrenamtlichen Gemeinderäten und dem Bürgermeister als Vorsitzender. Der Bürgermeister ist im Gemeinderat stimmberechtigt. 
Die Kommunalwahl am 9. Juni 2024 führte zu folgendem Endergebnis. Die Wahlbeteiligung lag bei 54,54 %.
| Liste / Partei                | Stimmenanteil | Sitze |
| Freie Wählervereinigung       | 37,31 %       | 5     |
| Bürgerliche Wählervereinigung | 50,62 %       | 6     |
| SPD                           | 12,07 %       | 1     |

### Bürgermeister
Rainer Züfle wurde 1997 zum Nachfolger von Manfred Görke gewählt, er wurde 2005 und 2013 im Amt bestätigt. Auch 2021 wurde er mit 80,1 % der gültigen Stimmen wiedergewählt.

### Wappen und Flagge
Die Blasonierung des Weißbacher Wappens lautet: Unter silbernem Schildhaupt, darin ein schreitender, rot bewehrter und rot bezungter, hersehender schwarzer Löwe (Leopard), in Rot ein silberner Wellen-Schräglinksbalken. Die Flagge der Gemeinde ist Weiß-Rot.
Ein Weißbacher Siegel von 1831 zeigte drei Bäume. Mit Beratung der Archivdirektion Stuttgart legte Weißbach 1958 ein Wappen fest, in dem der Wellenbalken auf den Gemeindenamen (-bach) Bezug nimmt, während der Leopard dem Hohenloher Wappen entstammt und die Zugehörigkeit Weißbachs zu Hohenlohe seit 1323 repräsentiert. Die Flaggenfarben sind die hohenlohischen Hausfarben. Wappen und Flagge wurden der Gemeinde am 19. Januar 1959 vom baden-württembergischen Innenministerium verliehen.

## Wirtschaft und Infrastruktur

### Verkehr
Weißbach liegt am Kocher-Jagst-Radweg und an der Württembergischen Weinstraße der früheren Schwäbischen Weinstraße. 
Der Kocher-Jagst-Radweg, ein touristischer Landes-Radfernweg, ist ein Rundkurs entlang der beiden Flüsse Kocher und Jagst zwischen Bad Friedrichshall und einer Querverbindung zwischen den Tälern bei Aalen (Stadtteil Unterkochen) und Lauchheim. Auf derselben Trasse verläuft der Württemberger Weinradweg am südlichen Kocherufer durch Weißbach. Er führt von Rottenburg am Neckar nach Niederstetten. 
Hauptverkehrsachse ist die Kochertalstraße L 1045. Von ihr zweigt im Ortsbereich die L 1046 ab, die durch das Langenbachtal nach Crispenhofen und weiter zum Schöntaler Ortsteil Westernhausen im Jagsttal führt. Die K 2318 verbindet Crispenhofen mit dem Ingelfinger Stadtteil Criesbach. Die beiden Weiler Guthof und Halberg sind über niederrangige Straßen erreichbar.

### Landwirtschaft und Weinbau
Die Wirtschaft war bis zum Anfang des 20. Jahrhunderts stark landwirtschaftlich geprägt, seit der starken Industrialisierung des Kochertals spielen Landwirtschaft und Weinbau jedoch nur noch eine sehr untergeordnete Rolle.

### Ansässige Unternehmen
Die Konrad Hornschuch AG (Hersteller der d-c-fix-Folien und von skai-Kunstleder) hat ihren Unternehmenssitz in Weißbach. Der Firmenstandort geht auf die 1891 an der Stelle einer abgebrannten Mahlmühle eröffnete Textilfabrik Schaufler & Wundt zurück, die 1898 in eine GmbH umgewandelt wurde, sich in der Folgezeit zum Hersteller von Kaliko und Kunstleder entwickelte und 1927 in der ursprünglich in Urbach ansässigen Konrad Hornschuch AG aufging. Nachdem ein Großbrand das Werk in Weißbach 1968 nahezu vollständig zerstört hatte, entstand dort eine neue Produktionsanlage, die 1976 schließlich zum Sitz des Unternehmens wurde. Inzwischen gehört die Firma zum Continental Konzern.

### Bildung
Weißbach verfügt über eine eigene Grundschule sowie zwei evangelische Kindergärten (Weißbach und Crispenhofen) und eine Bücherei.

### Sport
Weißbach verfügt über eine Turnhalle und einen Sport- sowie einen Hartplatz. In Crispenhofen gibt es eine Tennisanlage.